# Quintus Caecilius Avitus
Quintus Caecilius Avitus war ein im 2. Jahrhundert n. Chr. lebender römischer Politiker.
Durch Militärdiplome, die z. T. auf den 21. Juli 164 datiert sind, ist belegt, dass Avitus 164 zusammen mit Tiberius Haterius Saturninus Suffektkonsul war.